# Głusk (Mazovie)
Pour les articles homonymes, voir Głusk.
Głusk (prononciation : [ɡwusk]) est un village polonais de la gmina de Leoncin dans le powiat de Nowy Dwór Mazowiecki de la voïvodie de Mazovie dans le centre-est de la Pologne.
Il se situe à environ 3 kilomètres au nord-est de Leoncin (siège de la gmina), 8 kilomètres à l'ouest de Nowy Dwór Mazowiecki (siège du powiat) et à 37 kilomètres au nord-ouest de Varsovie (capitale de la Pologne).

## Histoire
De 1975 à 1998, le village appartenait administrativement à la voïvodie de Varsovie.